# Kamień Lecha

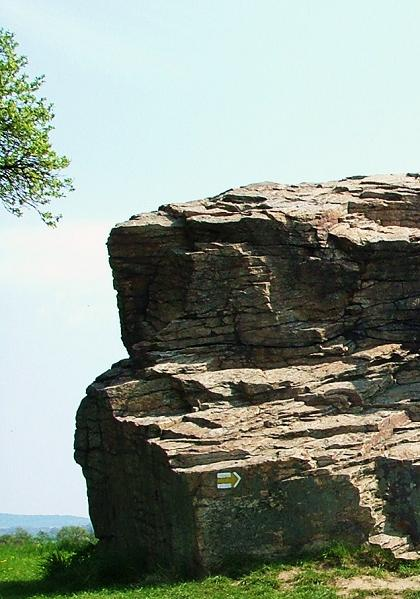
Kamień Lecha

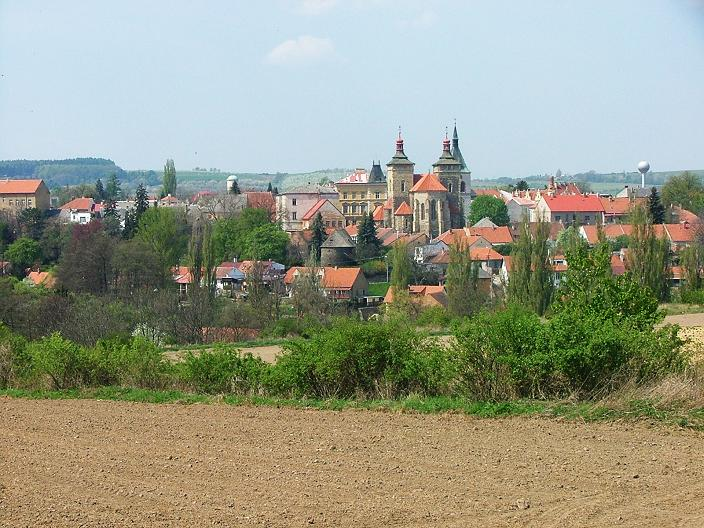
Widok spod Kamienia Lecha na miasto Kouřim

Kamień Lecha (cz. Lechův kámen) – gnejsowa skała zlokalizowana na wzgórzu Stará Kouřim, około 700 m na wschód od centrum miasta Kouřim w Czechach. Spod skałki rozciąga się rozległa panorama Kouřimia z dominującą wieżą kościoła św. Szczepana. Skała ma wysokość 3 m i obwód 30 m.

## Legenda
Nazwa kamienia pochodzi z XIX wieku i odnosi się do prasłowiańskiego księcia Lecha, legendarnego założyciela państwa polskiego, brata Czecha i Rusa, który jakoby w tym miejscu zaobozował z drużyną (opisał to kronikarz Václav Hájek z Libočan) i stworzył niewielki umocniony obóz z potrójnym wałem. By jego brat, Czech, wiedział, gdzie obozuje, umówili się, że rozpalony zostanie tu wielki ogień, który będzie widoczny aż z obozowiska Czecha na górze Říp. Od dymu, jaki unosił się nad ogniem, powstała nazwa miasta Kouřim (kurzyć się).
Z Kamieniem Lecha wiąże się wiele podań ludowych. Jedno z nich mówi, że kamień otworzy się i wyda skarby temu, kto w Wigilię, o północy trzykrotnie obskacze skałkę na jednej nodze ze wstrzymanym oddechem.

## Historia
W źródłach historycznych skałka ta nazywana była po prostu Wielkim Kamieniem. W średniowieczu łączono ten teren z praktykami czarodziejskimi. Niedaleko od skałki (na południowy wschód) przebiega dawny wał ważnego słowiańskiego grodziska Stará Kouřim, głównej siedziby plemienia Zličan, które zanikło w połowie IX wieku.

## Turystyka
Do skałki dochodzi się  żółtym szlakiem pieszym z dworca kolejowego w Kouřimiu.
Około kilometra na wschód od kamienia znajduje się przecięcie 15. południka długości geograficznej wschodniej i 50. równoleżnika szerokości geograficznej północnej, wskazywane jako jedno z astronomicznych centrów Europy.